# Machilus minutiloba
Machilus minutiloba är en lagerväxtart som beskrevs av Shu Kang Lee. Machilus minutiloba ingår i släktet Machilus och familjen lagerväxter. Inga underarter finns listade i Catalogue of Life.